# Василько де Серецки, Георг
Граф Георг (Георгий) Василько де Серецки (фон Серецки) (рум. Gheorghe (George) Wassilko de Serecki; 1864—1940) — румынский государственный и политический деятель.

## Биография
Родился 17 февраля 1864 года в родительском поместье в селе Берегомет Австрийской империи. Был одним из четырёх сыновей барона Александру Василько де Серецки.
Первоначально получал уроки у частных учителей, затем посещал немецкую гимназию в Черновцах и позже учился в Терезианском университете в Вене, который окончил бакалавром в 1882 году. Затем изучал юриспруденцию и экономику в Черновицком университете (ныне Черновицкий национальный университет имени Юрия Федьковича) и в Венском университете. Стал участником студенческого братства Danubia, был близок к либеральной румынской ассоциации «România Jună». Когда в 1885 году новое румынское политическое общество молодых интеллектуалов во главе с Георгом Поповичем начали борьбу с консервативным крылом крупных землевладельцев, молодой студент с энтузиазмом присоединился к этой группе. В 1892 году это сообщество основало политический клуб «Concordia». В 1898 году Георгий стал соучредителем газеты «Gazeta Bucovina», представляющей этот политический клуб. Серецки стал членом Буковинского сейма и 8 марта 1895 года был избран в Государственный Совет (Reichsrat), как преемник барона Victor de Stârcea. Он вступил в «Hohenwart Club», затем вместе со своими коллегами-парламентариями основал в Вене Clubul Parlamentar Român в составе императорского совета и был избран его вице-президентом.
10 июня 1904 года Георг Серецки был назначен постоянным членом, затем в 1907 году — потомственным членом Верхней палаты (Herrenhaus) Австро-Венгерской империи. 14 сентября 1904 года австрийский император Франц Иосиф назначил его губернатором Буковинского герцогства, и эту должность он занимал до июля 1911 года.
После Первой мировой войны и объединения Буковины с Румынией, Серецки был избран в румынский парламент, в котором он занимал пост вице-президента Сената.
Георг и его братья — Стефан (1869—1933), Александру (1871—1920) и Виктор (1872—1934) были удостоены 19 декабря 1905 года звания Императорского камергера. В 1918 году по решению императора Австрии Карла I они были возведены за их верность государству в графское звание. Семья Серецки была единственной румынской семьей, все члены которой носили титул графа.
Умер 24 марта 1940 года в Черновцах.
В числе многих наград Георга де Серецки были: австрийский орден Леопольда, Императорский австрийский орден Франца Иосифа (лично врученный императором Францем Иосифом) и орден Звезды Румынии (лично вручённый королём Румынии Каролем I).

### Семья
5 октября 1890 года Георг Серецки в замке Castelul Mendic женился на Элизе фон Оганович (Elise de Ohanowicz, 1874—1943). У них было два сына:
- Константин (Costea) (1891—1932), женой которой была княгиня Татьяна Сайн-Витгенштейн (Tatiana de Sayn-Wittgenstein, 1894—1974);
- Александр (Xandi) (1893—1972), был женат сначала на Анисии фон Костин (Anisia de Costin, 1897—1965), затем на баронессе Маргит (Margit, 1903—1971) — дочери фельдмаршал-лейтенанта Эдуарда фон Ветсея (Eduard von Vetsei)[2].